# Os Quatro Cavaleiros do Apocalipse (1921)
Os Quatro Cavaleiros do Apocalipse (The Four Horsemen of the Apocalypse) é um filme mudo estadunidense, dos gêneros drama e guerra, dirigido por Rex Ingram, com roteiro baseado na obra homônima de Vicente Blasco Ibáñez.

## Elenco
- Pomeroy Cannon  ... Madariaga
- Josef Swickard ... Marcelo Desnoyers
- Bridgetta Clark ... Doña Luisa
- Rudolph Valentino  ... Julio Desnoyers
- Virginia Warwick ... Chichí
- Alan Hale  ... Karl von Hartrott
- Mabel Van Buren  ... Elena
- Stuart Holmes  ... Otto von Hartrott
- John St. Polis  ... Etienne Laurier
- Alice Terry  ... Marguerite Laurier
- Mark Fenton  ... senador Lacour
- Derek Ghent  ... René Lacour
- Nigel De Brulier  ... Tchernoff
- Bowditch M. Turner  ... Argensola
- Edward Connelly  ... Lodgekeeper
- Wallace Beery  ... Von Richthosen
- Harry Northrup  ... o general
- Arthur Hoyt  ... tenente Schnitz
- Noble Johnson (não-creditado)